# Роллер, Андрей Адамович
Андрей Адамович Роллер (нем. Andreas Leonhard Roller; 1805, Регенсбург, Бавария — 1891, Санкт-Петербург) — немецкий и российский живописец перспективных видов и театральных декораций, академик и профессор Императорской Академии художеств.

## Биография
Сын театрального механика родился в Регенсбурге 8 января 1805 года. Его дядя был концертмейстером, родные братья — театральными художниками. В пятилетнем возрасте переселился со своими родителями в Вену, где и получил художественное образование — в академии изобразительных искусств под руководством Нобили, Клюбера, Платцера и Пейна. Одновременно, учился у отца постройке театральных машин, а у Гейля, Неффе и де-Пьяна — театральной живописи и перспективе.
В 1821 году в Вене впервые выступил на поприще декоратора и машиниста в качестве помощника своего отца. Затем был в Мюнхене, и с 1822 года служил главным машинистом при венском Йозефштадтском театре. По оставлении этой должности, занимался до 1830 года при разных театрах в Австрии и Германии, ездил в Англию, Шотландию и Францию; в Берлине он работал с архитектором Карлом Фридрихом Шинкелем, который оказал большое влияние на его творчество.
В 1833 году был приглашён в Санкт-Петербург на должность декоратора и главного машиниста дирекции императорских театров. Занимал эту должность до начала 1879 года, когда болезнь заставила его выйти в отставку. Первой работой Роллера стало оформление балета «Кесарь в Египте», особенно поразила зрителей финальная сцена пожара в Александрии. С тех пор Роллер оформлял все самые значительные постановки в Санкт-Петербурге: балеты «Сильфида» (1835) Ж. Шнейцхоффера, «Жизель» и «Корсар» (1858) А. Адана, «Конёк-гобунок» и «Дочь фараона» Ц. Пуни, оперы «Аскольдова могила» (1841) А. Верстовского, «Карл Смелый» Дж. Россини и др. В 1836 году премьерой оперы М. Глинки «Жизнь за царя» открылся Большой Каменный театр. Спектакль был блестяще оформлен Роллером.
В течение пребывания своего в России написал декорации и устроил машины более чем для 200 театральных пьес и поставил около тысячи живых картин. Кроме того, им была устроена великолепная панорама города Палермо, привлекавшая к себе толпы петербургской публики, но сгоревшая в 1852 году, и написано несколько театральных занавесов (его помощником в это время был Матвей Шишков).
Как опытный техник по строительно-механической части, он участвовал в перестройке Петербургского большого театра в 1836 году и Зимнего дворца в 1838 году, производил исправления сцены и машин в Эрмитажном театре в 1856 году и исполнял некоторые другие подобные работы в театрах и зданиях дворцового ведомства.
Декорации Роллера в 1834—1866 годах не уступали в достоинстве лучшим произведениям того же рода, которыми обставлялись представления на главных театральных сценах Европы; он выказывал в них неистощимую находчивость фантазии, вкус и мастерское знание перспективы. В 1862 году он поставил версию «Силы судьбы» Верди с громом и иллюзией дождя. Оформил сценографию «Царя Кандавла» в 1868 году (балет Мариуса Петипа на музыку Ц. Пуни).
В 1841 году Андреас Роллер представил в Академию художеств картину «Римское кладбище», получившую одобрение академического совета.
В уважение его искусства, как декорационного живописца, Императорская академия художеств присудила ему в 1839 году звание академика, а в 1856 году — «профессора перспективной живописи». В 1873 году он стал подданным Российской империи.
Его дочь Мария (1839—1910), в 1859 году вышла замуж за Ивана Константиновича Петерсена, а с 1866 года была замужем за Михаилом Александровичем Нарбутом.
Скончался 8 (20) мая 1891 года.

## Галерея

Примеры рисунков Леонгарда Роллера
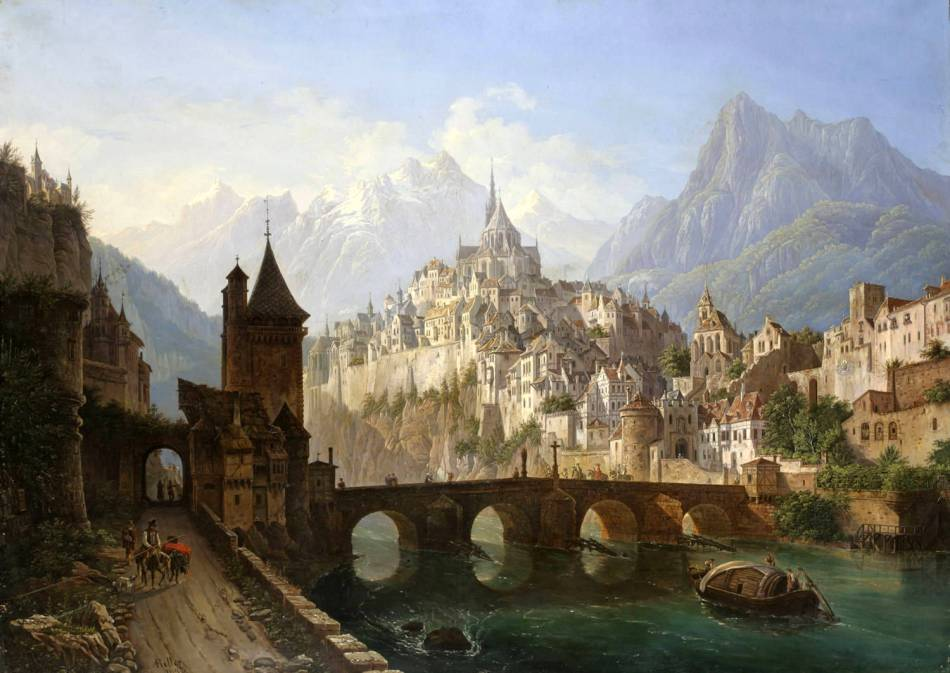
Пейзаж с замком
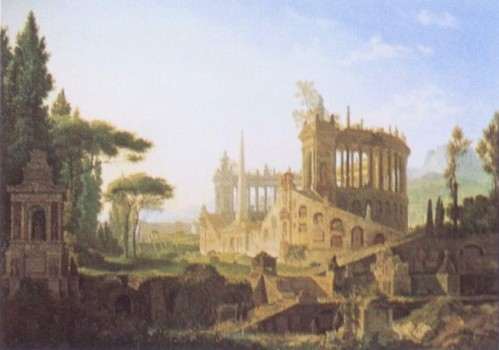
Пейзаж римского кладбища

Примеры декораций Леонгарда Роллера
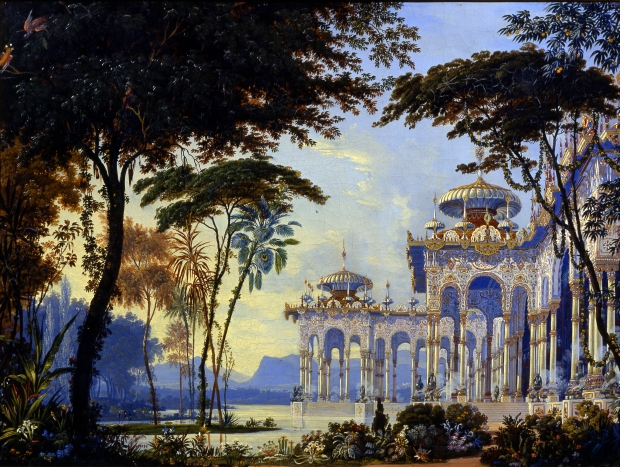
Декорации к опере Руслан и Людмила
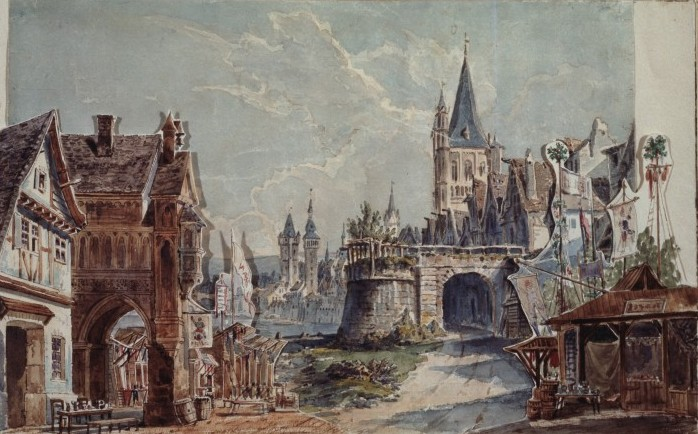
Декорации к балету Фауст
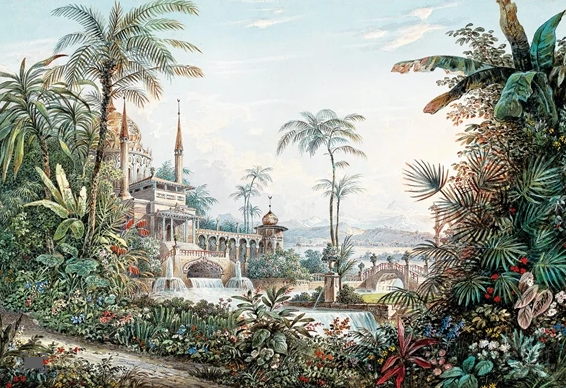
Декорации к опере Похищение из сераля
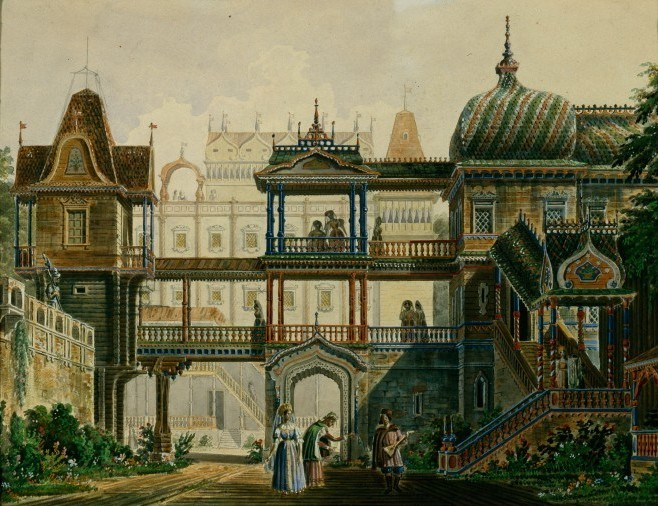
Декорации к опере Аскольдова могила

Примеры эскизов персонажей Леонгарда Роллера
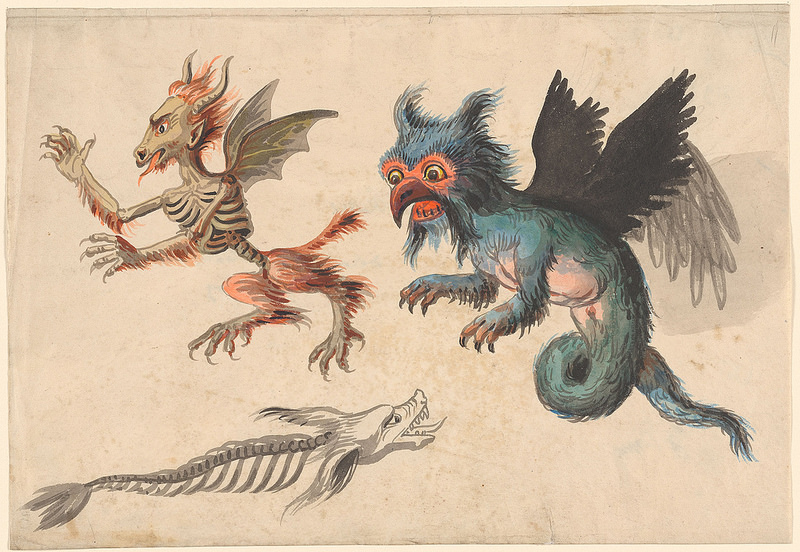
Эскизы фантастических летающих фигур
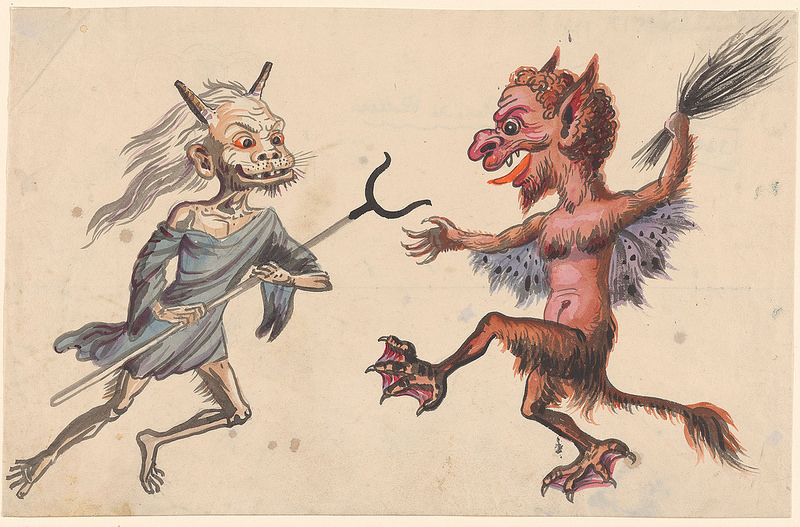
Эскиз колдуна и дьявола
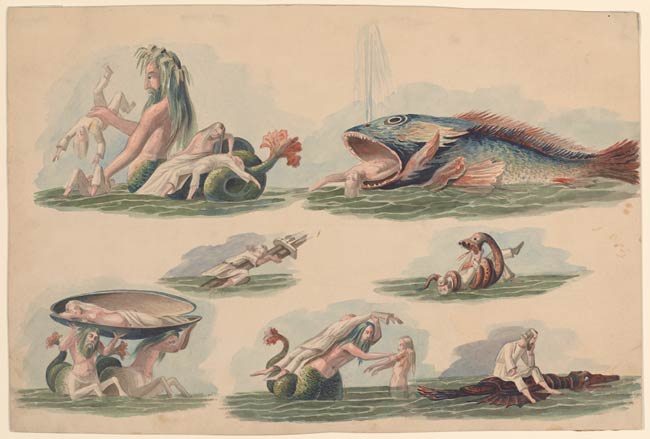
Эскизы тритонов, рыб и неяд